# 中华人民共和国的制裁
中华人民共和国除履行联合国安全理事会通过的多边制裁决定外，亦对美国、英国、欧盟等国家或地区的人员和实体实施单边制裁，并对中華民國（台灣）的若干人员和实体实施惩戒，分别由中方的外交部、商务部和中共中央台办（国务院台办）负责管理。外交部的制裁名单，对被指控干涉中国内政或危害中国利益的目标个人和实体限制其旅行、贸易和金融活动。商务部的“不可靠实体清单”限制其在中国允许的商业和投资活动。中共中央台办则针对被指控宣扬台独的实体和个人实施惩戒。
中华人民共和国的最高国家权力机关全国人民代表大会於2021年6月10日通过《中華人民共和國反外國制裁法》，首次建立允许中华人民共和国国务院各部委对外国个人和实体实施制裁的法律框架。其后中共中央台办、国台办于2021年11月宣布首次惩戒，商务部则于2023年2月16日首次增列不可靠实体清单。截至2024年8月，已有100多位人士和实体受到中华人民共和国制裁（惩戒）。列举如下。

## 外交部公布的制裁
| 日期                                                           | 国家/地区       | 人员/实体 | 被制裁时职务                                                                             | 制裁措施 | 制裁措施 | 制裁措施 | 参考资料 |
| 日期                                                           | 国家/地区       | 人员/实体 | 被制裁时职务                                                                             | 禁止入境 | 禁止往来 | 冻结财产 | 参考资料 |
| -------------------------------------------------------------- | --------------- | --- | ---------------------------------------------------------------------------------------- | -------- | -------- | -------- | --- |
| 2019年12月2日                                                  | 美国            | 美国国家民主基金会 National Endowment for Democracy                                                                                                  |                                                                                          | 未公布   | 未公布   | 未公布   | [ 7 ] |
| 2019年12月2日                                                  | 美国            | 美国国际事务民主协会 National Democratic Institute for International Affairs                                                                         |                                                                                          | 未公布   | 未公布   | 未公布   | [ 7 ] |
| 2019年12月2日                                                  | 美国            | 美国国际共和研究所 International Republican Institute                                                                                                |                                                                                          | 未公布   | 未公布   | 未公布   | [ 7 ] |
| 2019年12月2日                                                  | 美国            | 人权观察 Human Rights Watch |                                                                                          | 未公布   | 未公布   | 未公布   | [ 7 ] |
| 2019年12月2日                                                  | 美国            | 自由之家 Freedom House |                                                                                          | 未公布   | 未公布   | 未公布   | [ 7 ] |
| 2020年7月13日                                                  | 美国            | 国会-行政部门中国委员会 Congressional-Executive Commission on China                                                                                  |                                                                                          | 未公布   | 未公布   | 未公布   | [ 8 ] |
| 2020年7月13日                                                  | 美国            | 布朗巴克 Samuel Dale Brownback | 美国国务院国际宗教自由无任所大使                                                         | 未公布   | 未公布   | 未公布   | [ 8 ] |
| 2020年7月13日2020年8月10日                                     | 美国            | 卢比奥 Marco Antonio Rubio | 联邦参议员（卢比奥是佛羅里達州共和黨籍，克鲁兹是德克薩斯州共和黨籍）                     | 未公布   | 未公布   | 未公布   | [ 8 ] [ 9 ] |
| 2020年7月13日2020年8月10日                                     | 美国            | 克鲁兹 Rafael Edward Cruz | 联邦参议员（卢比奥是佛羅里達州共和黨籍，克鲁兹是德克薩斯州共和黨籍）                     | 未公布   | 未公布   | 未公布   | [ 8 ] [ 9 ] |
| 2020年7月13日2020年8月10日                                     | 美国            | 史密斯 Christopher Henry Smith | 紐澤西州共和黨籍联邦众议员                                                               | 未公布   | 未公布   | 未公布   | [ 8 ] [ 9 ] |
| 2020年7月14日 / 2020年10月26日 / 2022年2月21日 / 2023年2月16日 | 美国            | 洛克希德·馬丁 Lockheed Martin Corporation | 美国國防企業                                                                             | 是       | 是       | 未公布   | 2023年2月16日由商務部列入不可靠实体清单，2025年1月2日再列入出口管制管控名单 |
| 2020年8月10日                                                  | 美国            | 霍利 Joshua David Hawley | 联邦参议员（霍利是密蘇里州共和黨籍，科顿是阿肯色州共和黨籍，圖米是賓夕法尼亞州共和黨籍） | 未公布   | 未公布   | 未公布   | [ 9 ] |
| 2020年8月10日                                                  | 美国            | 科顿 Thomas Bryant Cotton | 联邦参议员（霍利是密蘇里州共和黨籍，科顿是阿肯色州共和黨籍，圖米是賓夕法尼亞州共和黨籍） | 未公布   | 未公布   | 未公布   | [ 9 ] |
| 2020年8月10日                                                  | 美国            | 图米 Patrick Joseph Toomey | 联邦参议员（霍利是密蘇里州共和黨籍，科顿是阿肯色州共和黨籍，圖米是賓夕法尼亞州共和黨籍） | 未公布   | 未公布   | 未公布   | [ 9 ] |
| 2020年8月10日                                                  | 美国            | 格什曼 Carl Gershman | 国家民主基金会 总裁                                                                      | 未公布   | 未公布   | 未公布   | [ 9 ] |
| 2020年8月10日                                                  | 美国            | 米德伟 Derek James Mitchell | 国际事务民主协会 总裁                                                                    | 未公布   | 未公布   | 未公布   | [ 9 ] |
| 2020年8月10日                                                  | 美国            | 丹尼爾·特溫寧 Daniel Twining | 国际共和研究所 总裁                                                                      | 未公布   | 未公布   | 未公布   | [ 9 ] |
| 2020年8月10日                                                  | 美国            | 罗斯 Kenneth Roth | 人权观察 执行主席                                                                        | 未公布   | 未公布   | 未公布   | [ 9 ] |
| 2020年8月10日                                                  | 美国            | 邁克爾·J·阿布拉莫維茨 Michael J. Abramowitz | 自由之家 总裁                                                                            | 未公布   | 未公布   | 未公布   | [ 9 ] |
| 2020年10月26日                                                 | 美国            | 波音防務 Boeing Defense, Space & Security | 美国國防企業                                                                             | 未公布   | 未公布   | 未公布   | 2024年5月20日，由商務部列為不可靠實體清單；2025年1月2日再列入出口管制管控名单 |
| 2020年10月26日 / 2022年2月21日 / 2023年2月16日                 | 美国            | 雷神公司 Raytheon Corporation | 美国國防企業                                                                             | 是       | 是       | 未公布   | [ 11 ] [ 12 ] [ 13 ] |
| 2020年10月26日                                                 | 美国            | 其他在售台武器过程中发挥恶劣作用的有关个人和实体 | 未公布                                                                                   | 未公布   | 未公布   | 未公布   | [ 11 ] |
| 2020年11月30日                                                 | 美国            | 約翰·克瑙斯 John Knaus | 國家民主基金會（NED） 亞洲事務高級主任                                                   | 未公布   | 未公布   | 未公布   | [ 14 ] |
| 2020年11月30日                                                 | 美国            | 曼普里特·辛格·阿南德 Manpreet Singh Anand | 國際事務民主協會 亞洲項目負責人                                                          | 未公布   | 未公布   | 未公布   | [ 14 ] |
| 2020年11月30日                                                 | 美国            | 克里斯特爾·羅薩里奧 Crystal Rosario | 國際事務民主協會 香港分部主任                                                            | 未公布   | 未公布   | 未公布   | [ 14 ] |
| 2020年11月30日                                                 | 美国            | 薛德敖 Kelvin Sit Tak-O | 國際事務民主協會 香港項目主任                                                            | 未公布   | 未公布   | 未公布   | [ 14 ] |
| 2021年1月21日                                                  | 美国            | 蓬佩奥 Michael Richard Pompeo | 特朗普政府官员 美國前國務卿                                                              | 是       | 是       |          | [ 15 ] |
| 2021年1月21日                                                  | 美国            | 纳瓦罗 Peter Kent Navarro | 特朗普政府官员 前白宮貿易與製造業政策辦公室主任                                          | 是       | 是       |          | [ 15 ] |
| 2021年1月21日                                                  | 美国            | 奥布莱恩 Robert Charles O'Brien | 特朗普政府官员 前美國國家安全事務助理                                                    | 是       | 是       |          | [ 15 ] |
| 2021年1月21日                                                  | 美国            | 史达伟 David R. Stiwell | 特朗普政府官员 前美國東亞暨太平洋事務助理國務卿                                          | 是       | 是       |          | [ 15 ] |
| 2021年1月21日                                                  | 美国            | 波廷杰 Matthew F. Pottinger | 特朗普政府官员 前美國副國家安全顧問                                                      | 是       | 是       |          | [ 15 ] |
| 2021年1月21日                                                  | 美国            | 阿扎 Alexander Michael Azar III | 特朗普政府官员 前美國衛生部長                                                            | 是       | 是       |          | [ 15 ] |
| 2021年1月21日                                                  | 美国            | 克拉奇 Keith J. Krach | 特朗普政府官员 前美國副國務卿                                                            | 是       | 是       |          | [ 15 ] |
| 2021年1月21日                                                  | 美国            | 克拉夫特 Kelly Dawn Knight Craft | 特朗普政府成员 前美国駐加拿大大使、常駐聯合國代表                                        | 是       | 是       |          | [ 15 ] |
| 2021年1月21日                                                  | 美国            | 博尔顿 John Robert Bolton | 特朗普政府官员 前美國國家安全事務助理                                                    | 是       | 是       |          | [ 15 ] |
| 2021年1月21日                                                  | 美国            | 班农 Stephen Kevin Bannon | 特朗普政府官员                                                                           | 是       | 是       |          | [ 15 ] |
| 2021年1月21日                                                  | 美国            | 未公布的其余18名人员 | 未公布                                                                                   | 是       | 是       |          | [ 15 ] |
| 2021年3月22日                                                  | 欧盟 · 德国     | 彼蒂科菲尔 Reinhard Hans Bütikofer | 欧洲议会议员                                                                             | 是       | 是       |          | 2025年4月解除对欧制裁 |
| 2021年3月22日                                                  | 欧盟 · 德国     | 盖勒 Michael Gahler | 欧洲议会议员                                                                             | 是       | 是       |          | 2025年4月解除对欧制裁 |
| 2021年3月22日                                                  | 欧盟 · 法國     | 格鲁克斯曼 Raphaël Glucksmann | 欧洲议会议员                                                                             | 是       | 是       |          | 2025年4月解除对欧制裁 |
| 2021年3月22日                                                  | 欧盟 · 保加利亚 | 库楚克 Илхан Кючюк | 欧洲议会议员                                                                             | 是       | 是       |          | 2025年4月解除对欧制裁 |
| 2021年3月22日                                                  | 欧盟 · 斯洛伐克 | 莱克斯曼 Miriam Lexmann | 欧洲议会议员                                                                             | 是       | 是       |          | 2025年4月解除对欧制裁 |
| 2021年3月22日                                                  | 荷蘭            | 舍尔茨玛 Sjoerd Wiemer Sjoerdsma | 荷蘭议员                                                                                 | 是       | 是       |          | 2025年4月解除对欧制裁 |
| 2021年3月22日                                                  | 比利时          | 科格拉蒂 Samuel Cogolati | 比利時议员                                                                               | 是       | 是       |          | [ 16 ] [ 17 ] |
| 2021年3月22日                                                  | 立陶宛          | 萨卡利埃内 Dovilė Šakalienė | 立陶宛议员                                                                               | 是       | 是       |          | [ 16 ] |
| 2021年3月22日                                                  | 德国            | 郑国恩 Adrian Nikolaus Zenz | 学者                                                                                     | 是       | 是       |          | [ 16 ] |
| 2021年3月22日                                                  | 瑞典            | 叶必扬 Björn Fredrik Jerdén | 学者                                                                                     | 是       | 是       |          | [ 16 ] |
| 2021年3月22日                                                  | 欧盟            | 欧盟理事会政治与安全委员会 Political and Security Committee                                                                                          |                                                                                          |          | 是       |          | [ 16 ] |
| 2021年3月22日                                                  | 欧盟            | 欧洲议会人权小组委员会 European Parliament Subcommittee on Human Rights                                                                              |                                                                                          |          | 是       |          | [ 16 ] |
| 2021年3月22日                                                  | 德国            | 墨卡托中国研究所 Mercator Institute for China Studies                                                                                                |                                                                                          |          | 是       |          | [ 16 ] |
| 2021年3月22日                                                  | 丹麦            | 民主联盟基金会 Alliance of Democracies Foundation |                                                                                          |          | 是       |          | [ 16 ] |
| 2021年3月26日                                                  | 英国            | 图根哈特 Thomas Georg John Tugendhat | 英国下議院議員 下議院外交事務委員會主席                                                  | 是       | 是       | 是       | [ 18 ] |
| 2021年3月26日                                                  | 英国            | 邓肯—史密斯 George Ia（i）n Duncan Smith | 保守黨前黨首                                                                             | 是       | 是       | 是       | [ 18 ] |
| 2021年3月26日                                                  | 英国            | 奥布莱恩 Neil John O'Brien | 保守黨下議院議員                                                                         | 是       | 是       | 是       | [ 18 ] |
| 2021年3月26日                                                  | 英国            | 奥尔顿 David Patrick Paul Alton | 上議院議員                                                                               | 是       | 是       | 是       | [ 18 ] |
| 2021年3月26日                                                  | 英国            | 劳顿 Timothy Paul Loughton | 保守黨下議院議員                                                                         | 是       | 是       | 是       | [ 18 ] |
| 2021年3月26日                                                  | 英国            | 加尼 Nusrat Munir Ul-Ghani | 保守黨下議院議員                                                                         | 是       | 是       | 是       | [ 18 ] |
| 2021年3月26日                                                  | 英国            | 肯尼迪 Helena Ann Kennedy | 工黨上議院議員                                                                           | 是       | 是       | 是       | [ 18 ] |
| 2021年3月26日                                                  | 英国            | 尼斯 Geoffrey Nice | 律師                                                                                     | 是       | 是       | 是       | [ 18 ] |
| 2021年3月26日                                                  | 英国            | 芬利 Joanne Smith-Finley | 維族議題活动者                                                                           | 是       | 是       | 是       | [ 18 ] |
| 2021年3月26日                                                  | 英国            | 中国研究小组 China Research Group |                                                                                          |          | 是       | 是       | [ 18 ] |
| 2021年3月26日                                                  | 英国            | 保守党人权委员会 Conservative Party Human Rights Commission                                                                                          |                                                                                          |          | 是       | 是       | [ 18 ] |
| 2021年3月26日                                                  | 英国            | 维吾尔独立法庭 Uyghur Tribunal |                                                                                          |          | 是       | 是       | [ 18 ] |
| 2021年3月26日                                                  | 英国            | 埃塞克斯园大律师事务所 Essex Court Chambers |                                                                                          |          | 是       | 是       | [ 18 ] |
| 2021年3月27日                                                  | 美国            | 曼钦 Gayle Conelly Manchin | 美国国际宗教自由委员会 主席                                                              | 是       | 是       |          | [ 19 ] |
| 2021年3月27日                                                  | 美国            | 伯金斯 Anthony Richard Perkins | 美国国际宗教自由委员会 副主席                                                            | 是       | 是       |          | [ 19 ] |
| 2021年3月27日                                                  | 加拿大          | 庄文浩 Michael David Chong | 保守黨众议员                                                                             | 是       | 是       | 是       | [ 19 ] |
| 2021年3月27日                                                  | 加拿大          | 众议院外委会国际人权小组委员会 Subcommittee on International Human Rights of the Standing Committee on Foreign Affairs and International Development |                                                                                          |          | 是       |          | [ 19 ] |
| 2021年4月17日                                                  | 冰島            | 祖勒斯·哈格森 Jónas Haraldsso） | 律師                                                                                     |          |          |          | [ 20 ] [ 21 ] |
| 2021年5月26日                                                  | 美国            | 约翰尼·摩尔 Johnnie Moore Jr. | 美国国际宗教自由委员会 委员                                                              | 是       |          |          | [ 22 ] |
| 2021年7月23日 / 2021年12月30日                                 | 美国            | 罗斯 Wilbur Louis Ross Jr. | 特朗普政府官员 前美国商务部长                                                            | 是       | 是       | 是       | [ 23 ] [ 24 ] |
| 2021年7月23日 / 2021年12月30日                                 | 美国            | 卡罗琳·巴塞洛缪 Carolyn Bartholomew | 美国国会美中经济与安全评估委员会 主席                                                    | 是       | 是       | 是       | [ 23 ] [ 24 ] |
| 2021年7月23日 / 2021年12月30日                                 | 美国            | 乔纳森·斯迪沃斯 Jonathan N. Stivers | 国会—行政部门中国委员会 前办公室主任                                                     | 是       | 是       | 是       | [ 23 ] [ 24 ] |
| 2021年7月23日 / 2021年12月30日                                 | 美国            | 金度允 Doyun Kim | 国际事务民主协会                                                                         | 是       | 是       | 是       | [ 23 ] [ 24 ] |
| 2021年7月23日 / 2021年12月30日                                 | 美国            | 亚当·金 Adam J. King | 国际共和研究所 驻香港授权代表                                                            | 是       | 是       | 是       | [ 23 ] [ 24 ] |
| 2021年7月23日                                                  | 美国            | 索菲·理查森 Sophie Richardson | 人权观察 中国部主任                                                                      | 未公布   | 未公布   | 未公布   | [ 23 ] |
| 2021年7月23日                                                  | 美国            | 香港民主委员会 |                                                                                          | 未公布   | 未公布   | 未公布   | [ 23 ] |
| 2021年12月21日                                                 | 美国            | 纳丁·马恩扎 Nadine Maenza | 美国国际宗教自由委员会 主席                                                              | 是       | 是       | 是       | [ 25 ] |
| 2021年12月21日                                                 | 美国            | 努里·特克尔 Nury A. Turkel | 美国国际宗教自由委员会 副主席                                                            | 是       | 是       | 是       | [ 25 ] |
| 2021年12月21日                                                 | 美国            | 阿努里玛·巴尔加瓦 Anurima Bhargava | 美国国际宗教自由委员会 委员                                                              | 是       | 是       | 是       | [ 25 ] |
| 2021年12月21日                                                 | 美国            | 詹姆斯·W·卡尔 James W. Carr | 美国国际宗教自由委员会 委员                                                              | 是       | 是       | 是       | [ 25 ] |
| 2022年8月5日                                                   | 美国            | 南希·佩洛西 Nancy Patricia Pelosi 與其直系亲属 | 时任美国众议院议长 加利福尼亞州民主党籍联邦众议员                                        | 未公布   | 未公布   | 未公布   | [ 26 ] |
| 2022年8月12日                                                  | 立陶宛          | 愛格涅·瓦伊丘凯维丘特 | 时任立陶宛交通与通讯部 副部长                                                            | 未公布   | 未公布   | 未公布   | [ 27 ] |
| 2022年9月16日                                                  | 美国            | 格雷戈里∙海耶斯 | 雷神技术公司 董事长、首席执行官                                                          | 未公布   | 未公布   | 未公布   | |
| 2022年9月16日                                                  | 美国            | 卡尔伯特 Ted Colbert | 波音防务公司 总裁、首席执行官                                                            | 未公布   | 未公布   | 未公布   | |
| 2022年12月23日                                                 | 美国            | 余茂春 | 哈德遜研究所高級研究員 胡佛研究所客座研究員                                              | 是       | 是       | 是       | [ 28 ] |
| 2022年12月23日                                                 | 美国            | 托德·斯坦恩 Todd Stein | 美国国会及行政当局中国委员会 副主任                                                      | 是       | 是       | 是       | [ 28 ] |
| 2023年4月7日                                                   | 美国            | 萨拉·斯特恩 Sarah May Stern | 哈德逊研究所 董事会主席                                                                  | 是       | 是       | 是       | [ 29 ] |
| 2023年4月7日                                                   | 美国            | 约翰·瓦特斯 John P. Walters | 哈德逊研究所 所长                                                                        | 是       | 是       | 是       | [ 29 ] |
| 2023年4月7日                                                   | 美国            | 约翰·希布斯奇 John Heubusch | 里根基金会 前执行主任                                                                    | 是       | 是       | 是       | [ 29 ] |
| 2023年4月7日                                                   | 美国            | 乔安妮·德雷克 Joanne M. Drake | 里根基金会 首席行政官                                                                    | 是       | 是       | 是       | [ 29 ] |
| 2023年4月7日                                                   | 美国            | 哈德逊研究所 Hudson Institute | 民間組織                                                                                 | 不適用   | 是       | 是       | [ 29 ] |
| 2023年4月7日                                                   | 美国            | 罗纳德·里根总统图书馆 Ronald Reagan Presidential Library and Center for Public Affairs                                                               | 民間組織                                                                                 | 不適用   | 是       | 是       | [ 29 ] |
| 2023年4月13日                                                  | 美国            | 迈克·麦考尔 Michael Thomas McCaul Sr. | 得克萨斯州共和党籍联邦众议员                                                             | 是       | 是       | 是       | [ 30 ] |
| 2023年9月15日                                                  | 美国            | 洛歇馬丁 密蘇里州聖路易斯市分公司 | 美国軍工企業                                                                             | 是       | 是       | 是       | |
| 2023年9月15日                                                  | 美国            | 諾斯洛普·格魯門 Northrop Grumman | 美国軍工企業                                                                             | 是       | 是       | 是       | |
| 2023年12月26日                                                 | 美国            | 卡隆 Kharon | 美国數據企業                                                                             | 是       | 是       | 是       | |
| 2023年12月26日                                                 | 美国            | 許勐 Edmund Xu | 卡隆公司 調查主任                                                                        | 是       | 是       | 是       | |
| 2023年12月26日                                                 | 美国            | 尼科爾·莫格雷特 Nicole Morgret | 高等國防研究中心研究員                                                                   | 是       | 是       | 是       | |
| 2024年1月7日                                                   | 美国            | 貝宜陸上和武器系統 BAE Systems Land and Armament | 美国軍工企業                                                                             | 是       | 是       | 是       | 宇航環境公司於2025年3月4日被中國商務部列入出口管制管控名單 |
| 2024年1月7日                                                   | 美国            | 聯合技術系統營運公司 Alliant Techsystems Operation                                                                                                   | 美国軍工企業                                                                             | 是       | 是       | 是       | 宇航環境公司於2025年3月4日被中國商務部列入出口管制管控名單 |
| 2024年1月7日                                                   | 美国            | 宇航環境公司 AeroVironment | 美国軍工企業                                                                             | 是       | 是       | 是       | 宇航環境公司於2025年3月4日被中國商務部列入出口管制管控名單 |
| 2024年1月7日                                                   | 美国            | ViaSat公司 | 美国軍工企業                                                                             | 是       | 是       | 是       | 2024年7月22日取消 |
| 2024年1月7日                                                   | 美国            | Data Link Solutions公司 | 美国軍工企業                                                                             | 是       | 是       | 是       | |
| 2024年4月11日                                                  | 美国            | 通用動力陸地系統 General Dynamics Land Systems | 美国軍工企業                                                                             | 是       | 是       | 是       | 2024年5月20日，商務部把上述企業列為不可靠實體清單。通用原子航空系統公司，通用動力陸地系統公司於2025年3月4日被中國商務部列入出口管制管控名單 |
| 2024年4月11日                                                  | 美国            | 通用原子航空系統有限公司 General Atomics Aeronautical Systems, Inc. (GA-ASI)                                                                         | 美国軍工企業                                                                             | 是       | 是       | 是       | 2024年5月20日，商務部把上述企業列為不可靠實體清單。通用原子航空系統公司，通用動力陸地系統公司於2025年3月4日被中國商務部列入出口管制管控名單 |
| 2024年5月21日                                                  | 美国            | 麦克·加拉格尔 Michael John Gallagher | 威斯康星州共和黨籍前联邦众议员                                                           | 是       | 是       | 是       | |
| 2024年5月22日                                                  | 美国            | 洛克希德·馬丁導彈與火控公司 Lockheed Martin Missiles and Fire Control                                                                                | 美国軍工企業                                                                             | 不適用   | 是       | 是       | 洛歇馬丁導彈與火控公司、洛歇馬丁航空公司、標槍合資公司、雷神導彈系統公司、通用動力軍械與戰術系統公司、通用動力信息技術公司、通用動力任務系統公司於2025年1月2日由商務部列入不可靠實體清單及出口管制管控名單。而2025年1月15日，海岸間電子公司、系統研究與模擬公司、鐵山解決方案公司 、應用技術集團、阿克西恩特公司被列入不可靠實體清單 |
| 2024年5月22日                                                  | 美国            | 洛克希德·馬丁航空公司 Lockheed Martin Aeronautics | 美国軍工企業                                                                             | 不適用   | 是       | 是       | 洛歇馬丁導彈與火控公司、洛歇馬丁航空公司、標槍合資公司、雷神導彈系統公司、通用動力軍械與戰術系統公司、通用動力信息技術公司、通用動力任務系統公司於2025年1月2日由商務部列入不可靠實體清單及出口管制管控名單。而2025年1月15日，海岸間電子公司、系統研究與模擬公司、鐵山解決方案公司 、應用技術集團、阿克西恩特公司被列入不可靠實體清單 |
| 2024年5月22日                                                  | 美国            | 標槍合資公司 Raytheon/Lockheed Martin Javelin Joint Venture                                                                                          | 美国軍工企業                                                                             | 不適用   | 是       | 是       | 洛歇馬丁導彈與火控公司、洛歇馬丁航空公司、標槍合資公司、雷神導彈系統公司、通用動力軍械與戰術系統公司、通用動力信息技術公司、通用動力任務系統公司於2025年1月2日由商務部列入不可靠實體清單及出口管制管控名單。而2025年1月15日，海岸間電子公司、系統研究與模擬公司、鐵山解決方案公司 、應用技術集團、阿克西恩特公司被列入不可靠實體清單 |
| 2024年5月22日                                                  | 美国            | 雷神導彈系統公司 Raytheon Missile Systems | 美国軍工企業                                                                             | 不適用   | 是       | 是       | 洛歇馬丁導彈與火控公司、洛歇馬丁航空公司、標槍合資公司、雷神導彈系統公司、通用動力軍械與戰術系統公司、通用動力信息技術公司、通用動力任務系統公司於2025年1月2日由商務部列入不可靠實體清單及出口管制管控名單。而2025年1月15日，海岸間電子公司、系統研究與模擬公司、鐵山解決方案公司 、應用技術集團、阿克西恩特公司被列入不可靠實體清單 |
| 2024年5月22日                                                  | 美国            | 通用動力軍械與戰術系統公司 General Dynamics Ordnance and Tactical Systems                                                                            | 美国軍工企業                                                                             | 不適用   | 是       | 是       | 洛歇馬丁導彈與火控公司、洛歇馬丁航空公司、標槍合資公司、雷神導彈系統公司、通用動力軍械與戰術系統公司、通用動力信息技術公司、通用動力任務系統公司於2025年1月2日由商務部列入不可靠實體清單及出口管制管控名單。而2025年1月15日，海岸間電子公司、系統研究與模擬公司、鐵山解決方案公司 、應用技術集團、阿克西恩特公司被列入不可靠實體清單 |
| 2024年5月22日                                                  | 美国            | 通用動力信息技術公司（General Dynamics Information Technology）                                                                                      | 美国軍工企業                                                                             | 不適用   | 是       | 是       | 洛歇馬丁導彈與火控公司、洛歇馬丁航空公司、標槍合資公司、雷神導彈系統公司、通用動力軍械與戰術系統公司、通用動力信息技術公司、通用動力任務系統公司於2025年1月2日由商務部列入不可靠實體清單及出口管制管控名單。而2025年1月15日，海岸間電子公司、系統研究與模擬公司、鐵山解決方案公司 、應用技術集團、阿克西恩特公司被列入不可靠實體清單 |
| 2024年5月22日                                                  | 美国            | 通用動力任務系統公司 General Dynamics Mission Systems                                                                                                | 美国軍工企業                                                                             | 不適用   | 是       | 是       | 洛歇馬丁導彈與火控公司、洛歇馬丁航空公司、標槍合資公司、雷神導彈系統公司、通用動力軍械與戰術系統公司、通用動力信息技術公司、通用動力任務系統公司於2025年1月2日由商務部列入不可靠實體清單及出口管制管控名單。而2025年1月15日，海岸間電子公司、系統研究與模擬公司、鐵山解決方案公司 、應用技術集團、阿克西恩特公司被列入不可靠實體清單 |
| 2024年5月22日                                                  | 美国            | 海岸間電子公司 Inter-Coastal Electronics | 美国軍工企業                                                                             | 不適用   | 是       | 是       | 洛歇馬丁導彈與火控公司、洛歇馬丁航空公司、標槍合資公司、雷神導彈系統公司、通用動力軍械與戰術系統公司、通用動力信息技術公司、通用動力任務系統公司於2025年1月2日由商務部列入不可靠實體清單及出口管制管控名單。而2025年1月15日，海岸間電子公司、系統研究與模擬公司、鐵山解決方案公司 、應用技術集團、阿克西恩特公司被列入不可靠實體清單 |
| 2024年5月22日                                                  | 美国            | 系統研究與模擬公司 System Studies & Simulation | 美国軍工企業                                                                             | 不適用   | 是       | 是       | 洛歇馬丁導彈與火控公司、洛歇馬丁航空公司、標槍合資公司、雷神導彈系統公司、通用動力軍械與戰術系統公司、通用動力信息技術公司、通用動力任務系統公司於2025年1月2日由商務部列入不可靠實體清單及出口管制管控名單。而2025年1月15日，海岸間電子公司、系統研究與模擬公司、鐵山解決方案公司 、應用技術集團、阿克西恩特公司被列入不可靠實體清單 |
| 2024年5月22日                                                  | 美国            | 鐵山解決方案公司 IronMountain Solutions | 美国軍工企業                                                                             | 不適用   | 是       | 是       | 洛歇馬丁導彈與火控公司、洛歇馬丁航空公司、標槍合資公司、雷神導彈系統公司、通用動力軍械與戰術系統公司、通用動力信息技術公司、通用動力任務系統公司於2025年1月2日由商務部列入不可靠實體清單及出口管制管控名單。而2025年1月15日，海岸間電子公司、系統研究與模擬公司、鐵山解決方案公司 、應用技術集團、阿克西恩特公司被列入不可靠實體清單 |
| 2024年5月22日                                                  | 美国            | 應用技術集團 Applied Technologies Group | 美国軍工企業                                                                             | 不適用   | 是       | 是       | 洛歇馬丁導彈與火控公司、洛歇馬丁航空公司、標槍合資公司、雷神導彈系統公司、通用動力軍械與戰術系統公司、通用動力信息技術公司、通用動力任務系統公司於2025年1月2日由商務部列入不可靠實體清單及出口管制管控名單。而2025年1月15日，海岸間電子公司、系統研究與模擬公司、鐵山解決方案公司 、應用技術集團、阿克西恩特公司被列入不可靠實體清單 |
| 2024年5月22日                                                  | 美国            | 阿克西恩特公司 Axient | 美国軍工企業                                                                             | 不適用   | 是       | 是       | 洛歇馬丁導彈與火控公司、洛歇馬丁航空公司、標槍合資公司、雷神導彈系統公司、通用動力軍械與戰術系統公司、通用動力信息技術公司、通用動力任務系統公司於2025年1月2日由商務部列入不可靠實體清單及出口管制管控名單。而2025年1月15日，海岸間電子公司、系統研究與模擬公司、鐵山解決方案公司 、應用技術集團、阿克西恩特公司被列入不可靠實體清單 |
| 2024年5月22日                                                  | 美国            | 凱西·沃登 Kathy J. Warden | 諾斯羅普·格魯曼公司 董事長、首席執行官、總裁                                             | 是       | 是       | 是       | 洛歇馬丁導彈與火控公司、洛歇馬丁航空公司、標槍合資公司、雷神導彈系統公司、通用動力軍械與戰術系統公司、通用動力信息技術公司、通用動力任務系統公司於2025年1月2日由商務部列入不可靠實體清單及出口管制管控名單。而2025年1月15日，海岸間電子公司、系統研究與模擬公司、鐵山解決方案公司 、應用技術集團、阿克西恩特公司被列入不可靠實體清單 |
| 2024年5月22日                                                  | 美国            | 馬修·布朗伯格 Matthew Bromberg | 諾斯羅普·格魯曼公司 全球運營副總裁                                                       | 是       | 是       | 是       | 洛歇馬丁導彈與火控公司、洛歇馬丁航空公司、標槍合資公司、雷神導彈系統公司、通用動力軍械與戰術系統公司、通用動力信息技術公司、通用動力任務系統公司於2025年1月2日由商務部列入不可靠實體清單及出口管制管控名單。而2025年1月15日，海岸間電子公司、系統研究與模擬公司、鐵山解決方案公司 、應用技術集團、阿克西恩特公司被列入不可靠實體清單 |
| 2024年5月22日                                                  | 美国            | 本傑明·戴維斯 Benjamin R. Davies | 諾斯羅普·格魯曼公司戰略威懾系統 副總裁、總經理                                           | 是       | 是       | 是       | 洛歇馬丁導彈與火控公司、洛歇馬丁航空公司、標槍合資公司、雷神導彈系統公司、通用動力軍械與戰術系統公司、通用動力信息技術公司、通用動力任務系統公司於2025年1月2日由商務部列入不可靠實體清單及出口管制管控名單。而2025年1月15日，海岸間電子公司、系統研究與模擬公司、鐵山解決方案公司 、應用技術集團、阿克西恩特公司被列入不可靠實體清單 |
| 2024年5月22日                                                  | 美国            | 托馬斯·瓊斯 Thomas H. Jones | 諾斯羅普·格魯曼公司 副總裁、航空系統總裁                                                 | 是       | 是       | 是       | 洛歇馬丁導彈與火控公司、洛歇馬丁航空公司、標槍合資公司、雷神導彈系統公司、通用動力軍械與戰術系統公司、通用動力信息技術公司、通用動力任務系統公司於2025年1月2日由商務部列入不可靠實體清單及出口管制管控名單。而2025年1月15日，海岸間電子公司、系統研究與模擬公司、鐵山解決方案公司 、應用技術集團、阿克西恩特公司被列入不可靠實體清單 |
| 2024年5月22日                                                  | 美国            | 斯蒂芬·奧布萊恩 Stephen O'Bryan | 諾斯羅普·格魯曼公司 副總裁、全球業務發展官                                               | 是       | 是       | 是       | 洛歇馬丁導彈與火控公司、洛歇馬丁航空公司、標槍合資公司、雷神導彈系統公司、通用動力軍械與戰術系統公司、通用動力信息技術公司、通用動力任務系統公司於2025年1月2日由商務部列入不可靠實體清單及出口管制管控名單。而2025年1月15日，海岸間電子公司、系統研究與模擬公司、鐵山解決方案公司 、應用技術集團、阿克西恩特公司被列入不可靠實體清單 |
| 2024年5月22日                                                  | 美国            | 羅珊·羅德 Roshan Roeder | 諾斯羅普·格魯曼公司 副總裁、防務系統總裁                                                 | 是       | 是       | 是       | 洛歇馬丁導彈與火控公司、洛歇馬丁航空公司、標槍合資公司、雷神導彈系統公司、通用動力軍械與戰術系統公司、通用動力信息技術公司、通用動力任務系統公司於2025年1月2日由商務部列入不可靠實體清單及出口管制管控名單。而2025年1月15日，海岸間電子公司、系統研究與模擬公司、鐵山解決方案公司 、應用技術集團、阿克西恩特公司被列入不可靠實體清單 |
| 2024年5月22日                                                  | 美国            | 菲拉特·蓋曾 Firat H. Geze | 通用動力公司副總裁 通用動力軍械與戰術系統公司總裁                                        | 是       | 是       | 是       | 洛歇馬丁導彈與火控公司、洛歇馬丁航空公司、標槍合資公司、雷神導彈系統公司、通用動力軍械與戰術系統公司、通用動力信息技術公司、通用動力任務系統公司於2025年1月2日由商務部列入不可靠實體清單及出口管制管控名單。而2025年1月15日，海岸間電子公司、系統研究與模擬公司、鐵山解決方案公司 、應用技術集團、阿克西恩特公司被列入不可靠實體清單 |
| 2024年5月22日                                                  | 美国            | 賈森·艾肯 Jason W. Aiken | 通用動力公司 負責技術部門的執行副總裁                                                    | 是       | 是       | 是       | 洛歇馬丁導彈與火控公司、洛歇馬丁航空公司、標槍合資公司、雷神導彈系統公司、通用動力軍械與戰術系統公司、通用動力信息技術公司、通用動力任務系統公司於2025年1月2日由商務部列入不可靠實體清單及出口管制管控名單。而2025年1月15日，海岸間電子公司、系統研究與模擬公司、鐵山解決方案公司 、應用技術集團、阿克西恩特公司被列入不可靠實體清單 |
| 2024年5月22日                                                  | 美国            | 艾米·吉格蘭 Amy Gilliland | 通用動力公司高級副總裁 通用動力信息技術公司總裁                                          | 是       | 是       | 是       | 洛歇馬丁導彈與火控公司、洛歇馬丁航空公司、標槍合資公司、雷神導彈系統公司、通用動力軍械與戰術系統公司、通用動力信息技術公司、通用動力任務系統公司於2025年1月2日由商務部列入不可靠實體清單及出口管制管控名單。而2025年1月15日，海岸間電子公司、系統研究與模擬公司、鐵山解決方案公司 、應用技術集團、阿克西恩特公司被列入不可靠實體清單 |
| 2024年5月22日                                                  | 美国            | 克里斯托弗·布雷迪 Christopher J. Brady | 通用動力公司副總裁 通用動力任務系統公司總裁                                              | 是       | 是       | 是       | 洛歇馬丁導彈與火控公司、洛歇馬丁航空公司、標槍合資公司、雷神導彈系統公司、通用動力軍械與戰術系統公司、通用動力信息技術公司、通用動力任務系統公司於2025年1月2日由商務部列入不可靠實體清單及出口管制管控名單。而2025年1月15日，海岸間電子公司、系統研究與模擬公司、鐵山解決方案公司 、應用技術集團、阿克西恩特公司被列入不可靠實體清單 |
| 2024年6月21日                                                  | 美国            | 洛克希德·馬丁導彈系統集成實驗室 | 美国軍工企業                                                                             | 是       | 是       | 是       | 洛歇馬丁導彈系統整合實驗室、洛歇馬丁先進技術實驗室、洛歇馬丁創投公司於2025年1月2日由商務部列入不可靠實體清單和出口管制管控名單。 |
| 2024年6月21日                                                  | 美国            | 洛克希德·馬丁先進技術實驗室 | 美国軍工企業                                                                             | 是       | 是       | 是       | 洛歇馬丁導彈系統整合實驗室、洛歇馬丁先進技術實驗室、洛歇馬丁創投公司於2025年1月2日由商務部列入不可靠實體清單和出口管制管控名單。 |
| 2024年6月21日                                                  | 美国            | 洛克希德·馬丁風險投資公司 | 美国軍工企業                                                                             | 是       | 是       | 是       | 洛歇馬丁導彈系統整合實驗室、洛歇馬丁先進技術實驗室、洛歇馬丁創投公司於2025年1月2日由商務部列入不可靠實體清單和出口管制管控名單。 |
| 2024年6月21日                                                  | 美国            | 詹姆斯·唐納德·泰克萊特 James Donald Taiclet | 洛克希德·馬丁 董事長、總裁、行政總裁                                                     | 是       | 是       | 是       | 洛歇馬丁導彈系統整合實驗室、洛歇馬丁先進技術實驗室、洛歇馬丁創投公司於2025年1月2日由商務部列入不可靠實體清單和出口管制管控名單。 |
| 2024年6月21日                                                  | 美国            | 弗蘭克·安德魯·聖約翰 Frank Andrew St. John | 洛克希德·馬丁 首席運營官                                                                 | 是       | 是       | 是       | 洛歇馬丁導彈系統整合實驗室、洛歇馬丁先進技術實驗室、洛歇馬丁創投公司於2025年1月2日由商務部列入不可靠實體清單和出口管制管控名單。 |
| 2024年6月21日                                                  | 美国            | 傑蘇斯·馬拉夫 Jesus Malave | 洛克希德·馬丁 首席財務官                                                                 | 是       | 是       | 是       | 洛歇馬丁導彈系統整合實驗室、洛歇馬丁先進技術實驗室、洛歇馬丁創投公司於2025年1月2日由商務部列入不可靠實體清單和出口管制管控名單。 |
| 2024年7月12日                                                  | 美国            | 安杜里爾公司 Anduril Industries | 美国軍工企業                                                                             | 是       | 是       | 是       | 环太平洋防务公司，AEVEX航天公司，LKD航天公司，頂峰科技公司，海上战术系统公司於2025年1月2日由商務部列入出口管制管控名单。前四者及安杜里爾公司於2025年1月15日列入不可靠實體清單。 |
| 2024年7月12日                                                  | 美国            | 海上戰術系統公司 Maritime Tactical Systems | 美国軍工企業                                                                             | 是       | 是       | 是       | 环太平洋防务公司，AEVEX航天公司，LKD航天公司，頂峰科技公司，海上战术系统公司於2025年1月2日由商務部列入出口管制管控名单。前四者及安杜里爾公司於2025年1月15日列入不可靠實體清單。 |
| 2024年7月12日                                                  | 美国            | 環太平洋防務公司 Pacific Rim Defense | 美国軍工企業                                                                             | 是       | 是       | 是       | 环太平洋防务公司，AEVEX航天公司，LKD航天公司，頂峰科技公司，海上战术系统公司於2025年1月2日由商務部列入出口管制管控名单。前四者及安杜里爾公司於2025年1月15日列入不可靠實體清單。 |
| 2024年7月12日                                                  | 美国            | AEVEX 航天公司 AEVEX Aerospace | 美国軍工企業                                                                             | 是       | 是       | 是       | 环太平洋防务公司，AEVEX航天公司，LKD航天公司，頂峰科技公司，海上战术系统公司於2025年1月2日由商務部列入出口管制管控名单。前四者及安杜里爾公司於2025年1月15日列入不可靠實體清單。 |
| 2024年7月12日                                                  | 美国            | LKD 航天公司 LKD Aerospace | 美国軍工企業                                                                             | 是       | 是       | 是       | 环太平洋防务公司，AEVEX航天公司，LKD航天公司，頂峰科技公司，海上战术系统公司於2025年1月2日由商務部列入出口管制管控名单。前四者及安杜里爾公司於2025年1月15日列入不可靠實體清單。 |
| 2024年7月12日                                                  | 美国            | 頂峰科技公司 Summit Technologies Inc. | 美国軍工企業                                                                             | 是       | 是       | 是       | 环太平洋防务公司，AEVEX航天公司，LKD航天公司，頂峰科技公司，海上战术系统公司於2025年1月2日由商務部列入出口管制管控名单。前四者及安杜里爾公司於2025年1月15日列入不可靠實體清單。 |
| 2024年7月12日                                                  | 美国            | 瓦希德·納瓦比 Wahid Nawabi | 宇航環境公司 董事長、總裁、首席執行官                                                    | 是       | 是       | 是       | 环太平洋防务公司，AEVEX航天公司，LKD航天公司，頂峰科技公司，海上战术系统公司於2025年1月2日由商務部列入出口管制管控名单。前四者及安杜里爾公司於2025年1月15日列入不可靠實體清單。 |
| 2024年7月12日                                                  | 美国            | 凱文·麥克唐奈 Kevin McDonnell | 宇航環境公司 高級副總裁、首席財務官                                                      | 是       | 是       | 是       | 环太平洋防务公司，AEVEX航天公司，LKD航天公司，頂峰科技公司，海上战术系统公司於2025年1月2日由商務部列入出口管制管控名单。前四者及安杜里爾公司於2025年1月15日列入不可靠實體清單。 |
| 2024年7月12日                                                  | 美国            | 布賴恩·申普夫 Brian William Schimpf | 安杜里爾公司 首席執行官                                                                  | 是       | 是       | 是       | 环太平洋防务公司，AEVEX航天公司，LKD航天公司，頂峰科技公司，海上战术系统公司於2025年1月2日由商務部列入出口管制管控名单。前四者及安杜里爾公司於2025年1月15日列入不可靠實體清單。 |
| 2024年7月12日                                                  | 美国            | 馬修·格里姆 Matthew Marley Grimm | 安杜里爾公司 首席運營官                                                                  | 是       | 是       | 是       | 环太平洋防务公司，AEVEX航天公司，LKD航天公司，頂峰科技公司，海上战术系统公司於2025年1月2日由商務部列入出口管制管控名单。前四者及安杜里爾公司於2025年1月15日列入不可靠實體清單。 |
| 2024年7月12日                                                  | 美国            | 格雷戈里·考斯納 Gregory Michael Kausner | 安杜里爾公司 負責全球防務的高級副總裁                                                    | 是       | 是       | 是       | 环太平洋防务公司，AEVEX航天公司，LKD航天公司，頂峰科技公司，海上战术系统公司於2025年1月2日由商務部列入出口管制管控名单。前四者及安杜里爾公司於2025年1月15日列入不可靠實體清單。 |
| 2024年8月1日                                                   | 美国            | 吉姆·麦戈文 James Patrick McGovern | 马萨诸塞州民主黨籍联邦众议员                                                             | 是       | 是       | 是       | |
| 2024年9月18日                                                  | 美国            | 内华达山脉公司 Sierra Nevada Corporation | 美国軍工企業                                                                             | 不適用   | 是       | 是       | 摇杆舵公司，特科姆公司和S3航空防务公司於2025年3月4日被中國商務部列入出口管制管控名單，前三者及立方公司，扁平地球管理公司，埃克索维拉公司和文本礦公司也被列入不可靠實體清單 |
| 2024年9月18日                                                  | 美国            | 摇杆舵公司 Stick Rudder Enterprises LLC | 美国軍工企業                                                                             | 不適用   | 是       | 是       | 摇杆舵公司，特科姆公司和S3航空防务公司於2025年3月4日被中國商務部列入出口管制管控名單，前三者及立方公司，扁平地球管理公司，埃克索维拉公司和文本礦公司也被列入不可靠實體清單 |
| 2024年9月18日                                                  | 美国            | 立方公司 Cubic Corporation | 美国軍工企業                                                                             | 不適用   | 是       | 是       | 摇杆舵公司，特科姆公司和S3航空防务公司於2025年3月4日被中國商務部列入出口管制管控名單，前三者及立方公司，扁平地球管理公司，埃克索维拉公司和文本礦公司也被列入不可靠實體清單 |
| 2024年9月18日                                                  | 美国            | S3航空防务公司 S3 AeroDefense | 美国軍工企業                                                                             | 不適用   | 是       | 是       | 摇杆舵公司，特科姆公司和S3航空防务公司於2025年3月4日被中國商務部列入出口管制管控名單，前三者及立方公司，扁平地球管理公司，埃克索维拉公司和文本礦公司也被列入不可靠實體清單 |
| 2024年9月18日                                                  | 美国            | 特科姆公司 TCOM, Limited Partnership | 美国軍工企業                                                                             | 不適用   | 是       | 是       | 摇杆舵公司，特科姆公司和S3航空防务公司於2025年3月4日被中國商務部列入出口管制管控名單，前三者及立方公司，扁平地球管理公司，埃克索维拉公司和文本礦公司也被列入不可靠實體清單 |
| 2024年9月18日                                                  | 美国            | 文本矿公司 TextOre | 美国軍工企業                                                                             | 不適用   | 是       | 是       | 摇杆舵公司，特科姆公司和S3航空防务公司於2025年3月4日被中國商務部列入出口管制管控名單，前三者及立方公司，扁平地球管理公司，埃克索维拉公司和文本礦公司也被列入不可靠實體清單 |
| 2024年9月18日                                                  | 美国            | 扁平地球管理公司 Planate Management Group | 美国軍工企業                                                                             | 不適用   | 是       | 是       | 摇杆舵公司，特科姆公司和S3航空防务公司於2025年3月4日被中國商務部列入出口管制管控名單，前三者及立方公司，扁平地球管理公司，埃克索维拉公司和文本礦公司也被列入不可靠實體清單 |
| 2024年9月18日                                                  | 美国            | ACT1联邦公司 ACT1 Federal | 美国軍工企業                                                                             | 不適用   | 是       | 是       | 摇杆舵公司，特科姆公司和S3航空防务公司於2025年3月4日被中國商務部列入出口管制管控名單，前三者及立方公司，扁平地球管理公司，埃克索维拉公司和文本礦公司也被列入不可靠實體清單 |
| 2024年9月18日                                                  | 美国            | 埃克索维拉公司 Exovera | 美国軍工企業                                                                             | 不適用   | 是       | 是       | 摇杆舵公司，特科姆公司和S3航空防务公司於2025年3月4日被中國商務部列入出口管制管控名單，前三者及立方公司，扁平地球管理公司，埃克索维拉公司和文本礦公司也被列入不可靠實體清單 |
| 2024年10月10日                                                 | 美国            | 邊緣自治運營公司 Edge Autonomy Operations LLC | 美国軍工企業                                                                             | 不適用   | 是       | 是       | 斯凱迪奧公司，亨廷頓·英格爾斯工業公司於2025年3月4日被中國商務部列入出口管制管控名單，而亨廷頓·英格爾斯工業公司也於同日被中國商務部列入不可靠實體清單 |
| 2024年10月10日                                                 | 美国            | 亨廷頓·英格爾斯工業公司 Huntingdon Ingalls Industries Inc                                                                                            | 美国軍工企業                                                                             | 不適用   | 是       | 是       | 斯凱迪奧公司，亨廷頓·英格爾斯工業公司於2025年3月4日被中國商務部列入出口管制管控名單，而亨廷頓·英格爾斯工業公司也於同日被中國商務部列入不可靠實體清單 |
| 2024年10月10日                                                 | 美国            | 斯凱迪奧公司 Skydio Inc | 美国軍工企業                                                                             | 不適用   | 是       | 是       | 斯凱迪奧公司，亨廷頓·英格爾斯工業公司於2025年3月4日被中國商務部列入出口管制管控名單，而亨廷頓·英格爾斯工業公司也於同日被中國商務部列入不可靠實體清單 |
| 2024年10月10日                                                 | 美国            | 史蒂文·鲁德 Steven Roger Rudder | 摇杆舵公司 创始人                                                                        | 是       | 是       | 是       | 斯凱迪奧公司，亨廷頓·英格爾斯工業公司於2025年3月4日被中國商務部列入出口管制管控名單，而亨廷頓·英格爾斯工業公司也於同日被中國商務部列入不可靠實體清單 |
| 2024年10月10日                                                 | 美国            | 詹姆斯·伊克斯 James William Ickes II | 内华达山脉公司 副总裁                                                                    | 是       | 是       | 是       | 斯凱迪奧公司，亨廷頓·英格爾斯工業公司於2025年3月4日被中國商務部列入出口管制管控名單，而亨廷頓·英格爾斯工業公司也於同日被中國商務部列入不可靠實體清單 |
| 2024年10月10日                                                 | 美国            | 大卫·萨顿 David Keith Suttonl | 洛克希德·马丁公司 亚洲区主任                                                             | 是       | 是       | 是       | 斯凱迪奧公司，亨廷頓·英格爾斯工業公司於2025年3月4日被中國商務部列入出口管制管控名單，而亨廷頓·英格爾斯工業公司也於同日被中國商務部列入不可靠實體清單 |
| 2024年10月10日                                                 | 美国            | 朴英泰 Yeong-Tae Pak | 宇航环境公司 副总裁                                                                      | 是       | 是       | 是       | 斯凱迪奧公司，亨廷頓·英格爾斯工業公司於2025年3月4日被中國商務部列入出口管制管控名單，而亨廷頓·英格爾斯工業公司也於同日被中國商務部列入不可靠實體清單 |
| 2024年10月10日                                                 | 美国            | 帕特里克·扬科夫斯基 Patrick Edward Jankowski | 诺斯罗普·格鲁曼公司 印太项目主任                                                         | 是       | 是       | 是       | 斯凱迪奧公司，亨廷頓·英格爾斯工業公司於2025年3月4日被中國商務部列入出口管制管控名單，而亨廷頓·英格爾斯工業公司也於同日被中國商務部列入不可靠實體清單 |
| 2024年10月10日                                                 | 美国            | 约翰·普维斯 John Purvis | 边缘自治运营公司 前首席执行官                                                            | 是       | 是       | 是       | 斯凱迪奧公司，亨廷頓·英格爾斯工業公司於2025年3月4日被中國商務部列入出口管制管控名單，而亨廷頓·英格爾斯工業公司也於同日被中國商務部列入不可靠實體清單 |
| 2024年10月10日                                                 | 美国            | 乔什·布伦加特 Josh Brungardt | 边缘自治运营公司 首席运营官                                                              | 是       | 是       | 是       | 斯凱迪奧公司，亨廷頓·英格爾斯工業公司於2025年3月4日被中國商務部列入出口管制管控名單，而亨廷頓·英格爾斯工業公司也於同日被中國商務部列入不可靠實體清單 |
| 2024年10月10日                                                 | 美国            | 克里斯托弗·卡斯特纳 Christopher Douglas Kastner | 亨廷顿·英格尔斯工业公司 总裁、首席执行官                                                 | 是       | 是       | 是       | 斯凱迪奧公司，亨廷頓·英格爾斯工業公司於2025年3月4日被中國商務部列入出口管制管控名單，而亨廷頓·英格爾斯工業公司也於同日被中國商務部列入不可靠實體清單 |
| 2024年10月10日                                                 | 美国            | 亚当·布赖 Adam Bry | 斯凯迪奥公司 联合创始人、首席执行官                                                      | 是       | 是       | 是       | 斯凱迪奧公司，亨廷頓·英格爾斯工業公司於2025年3月4日被中國商務部列入出口管制管控名單，而亨廷頓·英格爾斯工業公司也於同日被中國商務部列入不可靠實體清單 |
| 2024年10月10日                                                 | 美国            | 汤姆·莫斯 Tom Moss | 斯凯迪奥公司 亚太区总经理                                                                | 是       | 是       | 是       | 斯凱迪奧公司，亨廷頓·英格爾斯工業公司於2025年3月4日被中國商務部列入出口管制管控名單，而亨廷頓·英格爾斯工業公司也於同日被中國商務部列入不可靠實體清單 |
| 2024年12月5日                                                  | 美国            | 特励达·布朗工程公司 Teledyne Brown Engineering Inc                                                                                                   | 美国軍工企業                                                                             | 不適用   | 是       | 是       | 急速飛行公司，红色六方案公司，护盾人工智能公司，浩劫人工智能公司，尼罗斯科技公司和Group W公司於2025年3月4日被中國商務部列入出口管制管控名單，而特励达·布朗工程公司也於同日被中國商務部列入不可靠實體清單 |
| 2024年12月5日                                                  | 美国            | BRINC无人机公司 BRINC Drones Inc | 美国軍工企業                                                                             | 不適用   | 是       | 是       | 急速飛行公司，红色六方案公司，护盾人工智能公司，浩劫人工智能公司，尼罗斯科技公司和Group W公司於2025年3月4日被中國商務部列入出口管制管控名單，而特励达·布朗工程公司也於同日被中國商務部列入不可靠實體清單 |
| 2024年12月5日                                                  | 美国            | 急速飞行公司 Rapid Flight LLC | 美国軍工企業                                                                             | 不適用   | 是       | 是       | 急速飛行公司，红色六方案公司，护盾人工智能公司，浩劫人工智能公司，尼罗斯科技公司和Group W公司於2025年3月4日被中國商務部列入出口管制管控名單，而特励达·布朗工程公司也於同日被中國商務部列入不可靠實體清單 |
| 2024年12月5日                                                  | 美国            | 红色六方案公司 Red Six Solutions | 美国軍工企業                                                                             | 不適用   | 是       | 是       | 急速飛行公司，红色六方案公司，护盾人工智能公司，浩劫人工智能公司，尼罗斯科技公司和Group W公司於2025年3月4日被中國商務部列入出口管制管控名單，而特励达·布朗工程公司也於同日被中國商務部列入不可靠實體清單 |
| 2024年12月5日                                                  | 美国            | 护盾人工智能公司 Shield AI Inc | 美国軍工企業                                                                             | 不適用   | 是       | 是       | 急速飛行公司，红色六方案公司，护盾人工智能公司，浩劫人工智能公司，尼罗斯科技公司和Group W公司於2025年3月4日被中國商務部列入出口管制管控名單，而特励达·布朗工程公司也於同日被中國商務部列入不可靠實體清單 |
| 2024年12月5日                                                  | 美国            | 赛尼克斯公司 SYNEXXUS Inc | 美国軍工企業                                                                             | 不適用   | 是       | 是       | 急速飛行公司，红色六方案公司，护盾人工智能公司，浩劫人工智能公司，尼罗斯科技公司和Group W公司於2025年3月4日被中國商務部列入出口管制管控名單，而特励达·布朗工程公司也於同日被中國商務部列入不可靠實體清單 |
| 2024年12月5日                                                  | 美国            | 火风暴实验室公司 Firestorm Labs Inc | 美国軍工企業                                                                             | 不適用   | 是       | 是       | 急速飛行公司，红色六方案公司，护盾人工智能公司，浩劫人工智能公司，尼罗斯科技公司和Group W公司於2025年3月4日被中國商務部列入出口管制管控名單，而特励达·布朗工程公司也於同日被中國商務部列入不可靠實體清單 |
| 2024年12月5日                                                  | 美国            | 奎托斯无人机系统公司 Kratos Unmanned Aerial Systems Inc                                                                                              | 美国軍工企業                                                                             | 不適用   | 是       | 是       | 急速飛行公司，红色六方案公司，护盾人工智能公司，浩劫人工智能公司，尼罗斯科技公司和Group W公司於2025年3月4日被中國商務部列入出口管制管控名單，而特励达·布朗工程公司也於同日被中國商務部列入不可靠實體清單 |
| 2024年12月5日                                                  | 美国            | 浩劫人工智能公司 HavocAI | 美国軍工企業                                                                             | 不適用   | 是       | 是       | 急速飛行公司，红色六方案公司，护盾人工智能公司，浩劫人工智能公司，尼罗斯科技公司和Group W公司於2025年3月4日被中國商務部列入出口管制管控名單，而特励达·布朗工程公司也於同日被中國商務部列入不可靠實體清單 |
| 2024年12月5日                                                  | 美国            | 尼罗斯科技公司 Neros Technologies | 美国軍工企業                                                                             | 不適用   | 是       | 是       | 急速飛行公司，红色六方案公司，护盾人工智能公司，浩劫人工智能公司，尼罗斯科技公司和Group W公司於2025年3月4日被中國商務部列入出口管制管控名單，而特励达·布朗工程公司也於同日被中國商務部列入不可靠實體清單 |
| 2024年12月5日                                                  | 美国            | 赛博勒克斯公司 Cyberlux Corporation | 美国軍工企業                                                                             | 不適用   | 是       | 是       | 急速飛行公司，红色六方案公司，护盾人工智能公司，浩劫人工智能公司，尼罗斯科技公司和Group W公司於2025年3月4日被中國商務部列入出口管制管控名單，而特励达·布朗工程公司也於同日被中國商務部列入不可靠實體清單 |
| 2024年12月5日                                                  | 美国            | 多莫战术通信公司 Domo Tactical Communications | 美国軍工企業                                                                             | 不適用   | 是       | 是       | 急速飛行公司，红色六方案公司，护盾人工智能公司，浩劫人工智能公司，尼罗斯科技公司和Group W公司於2025年3月4日被中國商務部列入出口管制管控名單，而特励达·布朗工程公司也於同日被中國商務部列入不可靠實體清單 |
| 2024年12月5日                                                  | 美国            | Group W公司 Group W | 美国軍工企業                                                                             | 不適用   | 是       | 是       | 急速飛行公司，红色六方案公司，护盾人工智能公司，浩劫人工智能公司，尼罗斯科技公司和Group W公司於2025年3月4日被中國商務部列入出口管制管控名單，而特励达·布朗工程公司也於同日被中國商務部列入不可靠實體清單 |
| 2024年12月5日                                                  | 美国            | 芭芭拉·博尔戈诺维 Barbara Borgonovi | 雷神公司海军力量战略业务部总裁                                                           | 是       | 是       | 是       | 急速飛行公司，红色六方案公司，护盾人工智能公司，浩劫人工智能公司，尼罗斯科技公司和Group W公司於2025年3月4日被中國商務部列入出口管制管控名單，而特励达·布朗工程公司也於同日被中國商務部列入不可靠實體清單 |
| 2024年12月5日                                                  | 美国            | 杰拉德·许贝尔 Gerard Hueber | 雷神公司海军力量战略业务部副总裁                                                         | 是       | 是       | 是       | 急速飛行公司，红色六方案公司，护盾人工智能公司，浩劫人工智能公司，尼罗斯科技公司和Group W公司於2025年3月4日被中國商務部列入出口管制管控名單，而特励达·布朗工程公司也於同日被中國商務部列入不可靠實體清單 |
| 2024年12月5日                                                  | 美国            | 查尔斯·伍德伯恩 Charles Woodburn | 贝宜陆上和武器系统公司首席执行官                                                         | 是       | 是       | 是       | 急速飛行公司，红色六方案公司，护盾人工智能公司，浩劫人工智能公司，尼罗斯科技公司和Group W公司於2025年3月4日被中國商務部列入出口管制管控名單，而特励达·布朗工程公司也於同日被中國商務部列入不可靠實體清單 |
| 2024年12月5日                                                  | 美国            | 理查德·克劳福德 Richard D. Crawford | 联合技术系统运营公司创始人、首席执行官                                                   | 是       | 是       | 是       | 急速飛行公司，红色六方案公司，护盾人工智能公司，浩劫人工智能公司，尼罗斯科技公司和Group W公司於2025年3月4日被中國商務部列入出口管制管控名單，而特励达·布朗工程公司也於同日被中國商務部列入不可靠實體清單 |
| 2024年12月5日                                                  | 美国            | 贝丝·艾德勒 Beth Edler | 数据链路解决方案公司总裁                                                                 | 是       | 是       | 是       | 急速飛行公司，红色六方案公司，护盾人工智能公司，浩劫人工智能公司，尼罗斯科技公司和Group W公司於2025年3月4日被中國商務部列入出口管制管控名單，而特励达·布朗工程公司也於同日被中國商務部列入不可靠實體清單 |
| 2024年12月5日                                                  | 美国            | 布莱克·雷斯尼克 Blake Resnick | BRINC无人机公司创始人、首席执行官                                                        | 是       | 是       | 是       | 急速飛行公司，红色六方案公司，护盾人工智能公司，浩劫人工智能公司，尼罗斯科技公司和Group W公司於2025年3月4日被中國商務部列入出口管制管控名單，而特励达·布朗工程公司也於同日被中國商務部列入不可靠實體清單 |
| 2024年12月21日                                                 | 加拿大          | 维吾尔人权倡导项目 （Uyghur Rights Advocacy Project）                                                                                                | 民間組織                                                                                 | 是       | 是       | 是       | [ 42 ] |
| 2024年12月21日                                                 | 加拿大          | 加拿大西藏委员会 （Canada-Tibet Committee） | 民間組織                                                                                 | 是       | 是       | 是       | [ 42 ] |
| 2024年12月21日                                                 | 加拿大          | 穆罕默德·土赫提（Mehmet Tohti） | 「維吾爾人權倡導項目」執行主任                                                           | 是       | 是       | 是       | [ 42 ] |
| 2024年12月21日                                                 | 加拿大          | 賈絲明·凱因特（Jasmine Kainth） | 「維吾爾人權倡導項目」政策及宣傳主任                                                     | 是       | 是       | 是       | [ 42 ] |
| 2024年12月21日                                                 | 加拿大          | 戴維·馬塔斯（David Matas） | 「維吾爾人權倡導項目」法律顧問                                                           | 是       | 是       | 是       | [ 42 ] |
| 2024年12月21日                                                 | 加拿大          | 薩拉·泰什（Sarah Teich） | 「維吾爾人權倡導項目」法律顧問                                                           | 是       | 是       | 是       | [ 42 ] |
| 2024年12月21日                                                 | 加拿大          | 約翰·帕克（John Packer） | 「維吾爾人權倡導項目」法律顧問                                                           | 是       | 是       | 是       | [ 42 ] |
| 2024年12月21日                                                 | 加拿大          | 克萊夫·安斯利（Clive Ansley） | 「維吾爾人權倡導項目」法律顧問                                                           | 是       | 是       | 是       | [ 42 ] |
| 2024年12月21日                                                 | 加拿大          | 約納·戴蒙德（Yonah Diamond） | 「維吾爾人權倡導項目」法律顧問                                                           | 是       | 是       | 是       | [ 42 ] |
| 2024年12月21日                                                 | 加拿大          | 賈絲廷·柏納茨（Justine Bernatchez） | 「維吾爾人權倡導項目」法律顧問                                                           | 是       | 是       | 是       | [ 42 ] |
| 2024年12月21日                                                 | 加拿大          | 林登·達萊斯（Linden Dales） | 「維吾爾人權倡導項目」法律顧問                                                           | 是       | 是       | 是       | [ 42 ] |
| 2024年12月21日                                                 | 加拿大          | 查爾斯·伯頓（Charles Burton） | 「維吾爾人權倡導項目」政策顧問                                                           | 是       | 是       | 是       | [ 42 ] |
| 2024年12月21日                                                 | 加拿大          | 瑪格麗特·麥凱格·約翰斯頓（Margarett Mccuaig Johnston）                                                                                               | 「維吾爾人權倡導項目」政策顧問                                                           | 是       | 是       | 是       | [ 42 ] |
| 2024年12月21日                                                 | 加拿大          | 馬庫斯·科爾加（Marcus Kolga） | 「維吾爾人權倡導項目」政策顧問                                                           | 是       | 是       | 是       | [ 42 ] |
| 2024年12月21日                                                 | 加拿大          | 斯科特·西蒙（Scott Simon） | 「維吾爾人權倡導項目」政策顧問                                                           | 是       | 是       | 是       | [ 42 ] |
| 2024年12月21日                                                 | 加拿大          | 康納·希利（Conor Healy） | 「維吾爾人權倡導項目」研究顧問                                                           | 是       | 是       | 是       | [ 42 ] |
| 2024年12月21日                                                 | 加拿大          | 傑弗里·阿哈龍（Geoffrey Aharon） | 「維吾爾人權倡導項目」研究顧問                                                           | 是       | 是       | 是       | [ 42 ] |
| 2024年12月21日                                                 | 加拿大          | 桑佩·拉隆巴（Samphe Lhalungpa） | 「加拿大西藏委員會」主席                                                                 | 是       | 是       | 是       | [ 42 ] |
| 2024年12月21日                                                 | 加拿大          | 路易莎·杜蘭特（Luisa Durante） | 「加拿大西藏委員會」副主席                                                               | 是       | 是       | 是       | [ 42 ] |
| 2024年12月21日                                                 | 加拿大          | 謝拉普·特欽（Sherap Therchin） | 「加拿大西藏委員會」執行董事                                                             | 是       | 是       | 是       | [ 42 ] |
| 2024年12月21日                                                 | 加拿大          | 艾麗莎·馮·拜爾（Eliza von Baeyer） | 「加拿大西藏委員會」董事                                                                 | 是       | 是       | 是       | [ 42 ] |
| 2024年12月21日                                                 | 加拿大          | 永東丹增（Youngdoung Tenzin） | 「加拿大西藏委員會」社區活動經理                                                         | 是       | 是       | 是       | [ 42 ] |
| 2024年12月27日                                                 | 美国            | 英斯圖公司（Insitu, Inc.） | 軍工企業                                                                                 | 不適用   | 是       | 是       | 愛爾康公司於2025年3月4日被中國商務部列入出口管制管控名單 |
| 2024年12月27日                                                 | 美国            | 哈德森科技公司（Hudson Technologies Co.） | 軍工企業                                                                                 | 不適用   | 是       | 是       | 愛爾康公司於2025年3月4日被中國商務部列入出口管制管控名單 |
| 2024年12月27日                                                 | 美国            | 薩羅尼克科技公司（Saronic Technologies, Inc.） | 軍工企業                                                                                 | 不適用   | 是       | 是       | 愛爾康公司於2025年3月4日被中國商務部列入出口管制管控名單 |
| 2024年12月27日                                                 | 美国            | 雷神加拿大公司（Raytheon Canada） | 軍工企業                                                                                 | 不適用   | 是       | 是       | 愛爾康公司於2025年3月4日被中國商務部列入出口管制管控名單 |
| 2024年12月27日                                                 | 美国            | 雷神澳洲公司（Raytheon Australia） | 軍工企業                                                                                 | 不適用   | 是       | 是       | 愛爾康公司於2025年3月4日被中國商務部列入出口管制管控名單 |
| 2024年12月27日                                                 | 美国            | 愛爾康公司（Aerkomm Inc.） | 軍工企業                                                                                 | 不適用   | 是       | 是       | 愛爾康公司於2025年3月4日被中國商務部列入出口管制管控名單 |
| 2024年12月27日                                                 | 美国            | 國際海洋工程公司（Oceaneering International, Inc.）                                                                                                  | 軍工企業                                                                                 | 不適用   | 是       | 是       | 愛爾康公司於2025年3月4日被中國商務部列入出口管制管控名單 |
| 2025年1月9日                                                   | 南非            | 伊凡·梅耶（Ivan Meyer）及其家人 | 南非民主聯盟聯邦主席 開普省農業、經濟發展和旅遊部議員                                    | 是       | 是       | 是       | [ 45 ] |
| 2025年7月1日                                                   | 菲律賓          | 弗朗西斯·托伦蒂诺（Francis Tolentino） | 菲律賓前參議院議員                                                                       | 是       | 不適用   | 不適用   | [ 46 ] |

## 商务部公布的制裁
截至2025年4月9日，共有55家实体（均为美国）列入不可靠实体清单。除2家因第二届特朗普政府对中国加征关税而被反制外，其余均因美国对台军售被制裁。
2025年5月14日起，根据中美经贸高层会谈所达成的共识，商务部决定暂停4月4日公告（不可靠实体清单工作机制〔2025〕7号）相关制裁措施90天，暂停4月9日公告（不可靠实体清单工作机制〔2025〕8号）相关制裁措施。
| 日期          | 国家和地区 | 实体                                                                                  | 制裁措施 | 制裁措施   | 制裁措施 | 制裁措施 | 参考资料      |
| 日期          | 国家和地区 | 实体                                                                                  | 禁止入境 | 禁止进出口 | 禁止投资 | 其他措施 | 参考资料      |
| ------------- | ---------- | ------------------------------------------------------------------------------------- | -------- | ---------- | -------- | --- | ------------- |
| 2023年2月16日 | 美国       | 洛克希德·马丁公司 Lockheed Martin Corporation                                         | 是       | 是         | 是       | 自公告发布起15日内，按对台军售合同金额的两倍处以罚款，逾期不履行将依法采取加处罚款等措施。 2024年5月20日对规避清单规定，将中国出口的两用货品转售给该两家的凯普拉格斯公司（Caplugs）提示风险。 2025年1月2日被列入出口管制管控名单 | [ 49 ] [ 50 ] |
| 2023年2月16日 | 美国       | 雷神导弹与防务公司 Raytheon Missiles & Defense                                        | 是       | 是         | 是       | 自公告发布起15日内，按对台军售合同金额的两倍处以罚款，逾期不履行将依法采取加处罚款等措施。 2024年5月20日对规避清单规定，将中国出口的两用货品转售给该两家的凯普拉格斯公司（Caplugs）提示风险。 2025年1月2日被列入出口管制管控名单 | [ 49 ] [ 50 ] |
| 2024年5月20日 | 美国       | 通用原子航空系统有限公司 General Atomics Aeronautical Systems                         | 是       | 是         | 是       | 2025年3月4日被列入出口管制管控名单 | [ 49 ] [ 50 ] |
| 2024年5月20日 | 美国       | 通用动力陆地系统 General Dynamics Land Systems                                        | 是       | 是         | 是       | 2025年3月4日被列入出口管制管控名单（此前1月2日其母公司通用动力（General Dynamics）也被列入） | [ 49 ] [ 50 ] |
| 2024年5月20日 | 美国       | 波音國防太空安全 Boeing Defense, Space & Security                                     | 是       | 是         | 是       | 自公告发布起15日内，按对台军售合同金额的两倍处以罚款，逾期不履行将依法采取加处罚款等措施。 2025年1月2日被列入出口管制管控名单 | [ 49 ] [ 50 ] |
| 2025年1月2日  | 美国       | 通用动力信息技术公司 General Dynamics Information Technology                          | 是       | 是         | 是       | 与其母公司通用动力（General Dynamics）同时被列入出口管制管控名单 | [ 51 ]        |
| 2025年1月2日  | 美国       | 通用动力任务系统公司 General Dynamics Mission Systems                                 | 是       | 是         | 是       | 与其母公司通用动力（General Dynamics）同时被列入出口管制管控名单 | [ 51 ]        |
| 2025年1月2日  | 美国       | 通用动力军械与战术系统公司 General Dynamics Ordnance and Tactical Systems             | 是       | 是         | 是       | 与其母公司通用动力（General Dynamics）同时被列入出口管制管控名单 | [ 51 ]        |
| 2025年1月2日  | 美国       | 洛克希德·马丁先进技术实验室 Lockheed Martin Advanced Technology Laboratory            | 是       | 是         | 是       | 同时被列入出口管制管控名单 | [ 51 ]        |
| 2025年1月2日  | 美国       | 洛克希德·马丁航空公司 Lockheed Martin Aeronautics                                     | 是       | 是         | 是       | 同时被列入出口管制管控名单 | [ 51 ]        |
| 2025年1月2日  | 美国       | 洛克希德·马丁导弹与火控公司 Lockheed Martin Missiles and Fire Control                 | 是       | 是         | 是       | 同时被列入出口管制管控名单 | [ 51 ]        |
| 2025年1月2日  | 美国       | 洛克希德·马丁导弹系统集成实验室 Lockheed Martin Missile System Integration Laboratory | 是       | 是         | 是       | 同时被列入出口管制管控名单 | [ 51 ]        |
| 2025年1月2日  | 美国       | 洛克希德·马丁风险投资公司 Lockheed Martin Ventures                                    | 是       | 是         | 是       | 同时被列入出口管制管控名单 | [ 51 ]        |
| 2025年1月2日  | 美国       | 标枪合资公司 Raytheon/Lockheed Martin Javelin Joint Venture                           | 是       | 是         | 是       | 同时被列入出口管制管控名单 | [ 51 ]        |
| 2025年1月2日  | 美国       | 雷神导弹系统公司 Raytheon Missile Systems                                             | 是       | 是         | 是       | 同时被列入出口管制管控名单 | [ 51 ]        |
| 2025年1月14日 | 美国       | 海岸间电子公司 Inter-Coastal Electronics                                              | 是       | 是         | 是       | 此前1月2日被列入出口管制管控名单 | [ 52 ]        |
| 2025年1月14日 | 美国       | 系统研究与模拟公司 System Studies & Simulation                                        | 是       | 是         | 是       | 此前1月2日被列入出口管制管控名单 | [ 52 ]        |
| 2025年1月14日 | 美国       | 铁山解决方案公司 IronMountain Solutions                                               | 是       | 是         | 是       | 此前1月2日被列入出口管制管控名单 | [ 52 ]        |
| 2025年1月14日 | 美国       | 应用技术集团 Applied Technologies Group                                               | 是       | 是         | 是       | 此前1月2日被列入出口管制管控名单 | [ 52 ]        |
| 2025年1月14日 | 美国       | 阿克西恩特公司 Axient                                                                 | 是       | 是         | 是       | 此前1月2日被列入出口管制管控名单 | [ 52 ]        |
| 2025年1月14日 | 美国       | 安杜里尔公司 Anduril Industries                                                       | 是       | 是         | 是       | 此前1月2日被列入出口管制管控名单 | [ 52 ]        |
| 2025年1月14日 | 美国       | 海上战术系统公司 Maritime Tactical Systems                                            | 是       | 是         | 是       | 此前1月2日被列入出口管制管控名单 | [ 52 ]        |
| 2025年1月15日 | 美国       | Aevex航天公司 AEVEX Aerospace                                                         | 是       | 是         | 是       | 此前1月2日被列入出口管制管控名单 | [ 53 ]        |
| 2025年1月15日 | 美国       | LKD 航天公司 LKD Aerospace                                                            | 是       | 是         | 是       | 此前1月2日被列入出口管制管控名单 | [ 53 ]        |
| 2025年1月15日 | 美国       | 环太平洋防务公司 Pacific Rim Defense                                                  | 是       | 是         | 是       | 此前1月2日被列入出口管制管控名单 | [ 53 ]        |
| 2025年1月15日 | 美国       | 顶峰科技公司 Summit Technologies Inc.                                                 | 是       | 是         | 是       | 此前1月2日被列入出口管制管控名单 | [ 53 ]        |
| 2025年2月4日  | 美国       | PVH集团 PVH Corp.                                                                     | 是       | 是         | 是       | | [ 47 ]        |
| 2025年2月4日  | 美国       | 因美纳公司 Illumina, Inc.                                                             | 是       | 是         | 是       | 同年3月4日明确禁止向中国出口基因测序仪。 | [ 47 ]        |
| 2025年3月4日  | 美国       | 特科姆公司 TCOM,Limited Partnership                                                   | 是       | 是         | 是       | 4月4日被列入出口管制管控名单 | [ 55 ]        |
| 2025年3月4日  | 美国       | 摇杆舵公司 Stick Rudder Enterprises LLC                                               | 是       | 是         | 是       | 4月4日被列入出口管制管控名单 | [ 55 ]        |
| 2025年3月4日  | 美国       | 特励达·布朗工程公司 Teledyne Brown Engineering, Inc.                                  | 是       | 是         | 是       | 4月9日被列入出口管制管控名单 | [ 55 ]        |
| 2025年3月4日  | 美国       | 亨廷顿·英格尔斯工业公司 Huntington Ingalls Industries Inc.                            | 是       | 是         | 是       | | [ 55 ]        |
| 2025年3月4日  | 美国       | S3航空防务公司 S3 AeroDefense                                                         | 是       | 是         | 是       | 4月4日被列入出口管制管控名单 | [ 55 ]        |
| 2025年3月4日  | 美国       | 立方公司 Cubic Corporation                                                            | 是       | 是         | 是       | 4月4日被列入出口管制管控名单 | [ 55 ]        |
| 2025年3月4日  | 美国       | 文本矿公司 TextOre                                                                    | 是       | 是         | 是       | 4月4日被列入出口管制管控名单 | [ 55 ]        |
| 2025年3月4日  | 美国       | ACT1联邦公司 ACT1 Federal                                                             | 是       | 是         | 是       | 4月4日被列入出口管制管控名单 | [ 55 ]        |
| 2025年3月4日  | 美国       | 埃克索维拉公司 Exovera                                                                | 是       | 是         | 是       | 4月9日被列入出口管制管控名单 | [ 55 ]        |
| 2025年3月4日  | 美国       | 扁平地球管理公司 Planate Management Group                                             | 是       | 是         | 是       | | [ 55 ]        |
| 2025年4月4日  | 美国       | 斯凯迪奥公司 Skydio Inc.                                                              | 是       | 是         | 是       | 此前3月4日被列入出口管制管控名单 | [ 56 ]        |
| 2025年4月4日  | 美国       | BRINC无人机公司 BRINC Drones, Inc.                                                    | 是       | 是         | 是       | 4月9日被列入出口管制管控名单 | [ 56 ]        |
| 2025年4月4日  | 美国       | 红色六方案公司 Red Six Solutions                                                      | 是       | 是         | 是       | 此前3月4日被列入出口管制管控名单 | [ 56 ]        |
| 2025年4月4日  | 美国       | 赛尼克斯公司 SYNEXXUS, Inc.                                                           | 是       | 是         | 是       | 4月9日被列入出口管制管控名单 | [ 56 ]        |
| 2025年4月4日  | 美国       | 火风暴实验室公司 Firestorm Labs, Inc.                                                 | 是       | 是         | 是       | 4月9日被列入出口管制管控名单 | [ 56 ]        |
| 2025年4月4日  | 美国       | 奎托斯无人机系统公司 Kratos Unmanned Aerial Systems,Inc.                              | 是       | 是         | 是       | 4月9日被列入出口管制管控名单 | [ 56 ]        |
| 2025年4月4日  | 美国       | 浩劫人工智能公司 HavocAI                                                              | 是       | 是         | 是       | 此前3月4日被列入出口管制管控名单 | [ 56 ]        |
| 2025年4月4日  | 美国       | 尼罗斯科技公司 Neros Technologies                                                     | 是       | 是         | 是       | 此前3月4日被列入出口管制管控名单 | [ 56 ]        |
| 2025年4月4日  | 美国       | 多莫战术通信公司 Domo Tactical Communications                                         | 是       | 是         | 是       | 4月9日被列入出口管制管控名单 | [ 56 ]        |
| 2025年4月4日  | 美国       | 急速飞行公司 Rapid Flight LLC                                                         | 是       | 是         | 是       | 此前3月4日被列入出口管制管控名单 | [ 56 ]        |
| 2025年4月4日  | 美国       | 英斯图公司 Insitu, Inc.                                                               | 是       | 是         | 是       | 4月9日被列入出口管制管控名单 | [ 56 ]        |
| 2025年4月9日  | 美国       | 护盾人工智能公司 Shield AI,Inc.                                                       | 是       | 是         | 是       | 此前3月4日被列入出口管制管控名单 | [ 57 ]        |
| 2025年4月9日  | 美国       | 内华达山脉公司 Sierra Nevada Corporation                                              | 是       | 是         | 是       | 此前4月4日被列入出口管制管控名单 | [ 57 ]        |
| 2025年4月9日  | 美国       | 赛博勒克斯公司 Cyberlux Corporation                                                   | 是       | 是         | 是       | 此前4月4日被列入出口管制管控名单 | [ 57 ]        |
| 2025年4月9日  | 美国       | 边缘自治运营公司 Edge Autonomy Operations LLC                                         | 是       | 是         | 是       | 此前4月4日被列入出口管制管控名单 | [ 57 ]        |
| 2025年4月9日  | 美国       | Group W公司 Group W                                                                   | 是       | 是         | 是       | 此前3月4日被列入出口管制管控名单 | [ 57 ]        |
| 2025年4月9日  | 美国       | 哈德森技术公司 Hudson Technologies Co.                                                | 是       | 是         | 是       | 此前4月4日被列入出口管制管控名单 | [ 57 ]        |

## 中共中央台办/国务院台办公布的惩戒
中共中央台湾工作办公室（国务院台湾事务办公室）将下列人员或机构列入“台独”顽固分子清单及相关子清单中进行惩戒措施，或以单独宣布的方式实施惩戒。
| 日期           | 国家/地区        | 人员/实体          | 被懲戒时职务                                  | 懲戒措施 | 懲戒措施 | 懲戒措施 | 清单類型              | 参考资料                |
| 日期           | 国家/地区        | 人员/实体          | 被懲戒时职务                                  | 禁止入境 | 禁止往来 | 冻结财产 | 清单類型              | 参考资料                |
| -------------- | ---------------- | ------------------ | --------------------------------------------- | -------- | -------- | -------- | --------------------- | ----------------------- |
| 2021年11月5日  | 中華民國（臺灣） | 蘇貞昌             | 中华民国行政院院长                            | 是       | 是       |          | [ A ]                 | [ 58 ] [ 59 ] [ 註 15 ] |
| 2021年11月5日  | 中華民國（臺灣） | 游錫堃             | 中华民国立法院院长                            | 是       | 是       |          | [ A ]                 | [ 58 ] [ 59 ] [ 註 15 ] |
| 2021年11月5日  | 中華民國（臺灣） | 吳釗燮             | 中華民國外交部部長                            | 是       | 是       |          | [ A ]                 | [ 58 ] [ 59 ] [ 註 15 ] |
| 2022年8月3日   | 中華民國（臺灣） | 臺灣民主基金會     | 臺灣民主基金會                                | 是       | 是       |          | [ B ]                 | [ 60 ]                  |
| 2022年8月3日   | 中華民國（臺灣） | 國際合作發展基金會 | 國際合作發展基金會                            | 是       | 是       |          | [ B ]                 | [ 60 ]                  |
| 2022年8月3日   | 中華民國（臺灣） | 宣德能源           | 宣德能源                                      | 是       | 是       |          | [ C ]                 | [ 60 ]                  |
| 2022年8月3日   | 中華民國（臺灣） | 凌网科技           | 凌网科技                                      | 是       | 是       |          | [ C ]                 | [ 60 ]                  |
| 2022年8月3日   | 中華民國（臺灣） | 天亮医疗           | 天亮医疗                                      | 是       | 是       |          | 2023年7月13日解除惩戒 | [ 60 ]                  |
| 2022年8月3日   | 中華民國（臺灣） | 天眼卫星科技       | 天眼卫星科技                                  | 是       | 是       |          | [ C ]                 | [ 60 ]                  |
| 2022年8月16日  | 中華民國（臺灣） | 蕭美琴             | 中華民國駐美國代表                            | 是       | 是       |          | [ A ]                 | [ 59 ] [ 註 15 ]        |
| 2022年8月16日  | 中華民國（臺灣） | 顧立雄             | 中華民國國家安全會議秘書長                    | 是       | 是       |          | [ A ]                 | [ 59 ] [ 註 15 ]        |
| 2022年8月16日  | 中華民國（臺灣） | 蔡其昌             | 中华民国立法院副院長                          | 是       | 是       |          | [ A ]                 | [ 59 ] [ 註 15 ]        |
| 2022年8月16日  | 中華民國（臺灣） | 柯建銘             | 中华民国立法院民進黨團總召集人                | 是       | 是       |          | [ A ]                 | [ 59 ] [ 註 15 ]        |
| 2022年8月16日  | 中華民國（臺灣） | 林飛帆             | 民主進步黨副秘書長                            | 是       | 是       |          | [ A ]                 | [ 59 ] [ 註 15 ]        |
| 2022年8月16日  | 中華民國（臺灣） | 陳椒華             | 時代力量黨主席、立法委員                      | 是       | 是       |          | [ A ]                 | [ 59 ] [ 註 15 ]        |
| 2022年8月16日  | 中華民國（臺灣） | 王定宇             | 民進黨籍立法委員                              | 是       | 是       |          | [ A ]                 | [ 59 ] [ 註 15 ]        |
| 2022年8月16日  | 中華民國（臺灣） | 黃玉霖             | 台灣民主基金會執行長                          | 是       | 是       |          |                       | [ 59 ]                  |
| 2022年8月16日  | 中華民國（臺灣） | 項恬毅             | 國際合作發展基金會秘書長                      | 是       | 是       |          |                       | [ 59 ]                  |
| 2023年4月7日   | 中華民國（臺灣） | 两岸交流远景基金会 | 两岸交流远景基金会                            | 是       | 是       |          | [ B ]                 | [ 61 ]                  |
| 2023年4月7日   | 中華民國（臺灣） | 亚洲自由民主联盟   | 亚洲自由民主联盟                              | 是       | 是       |          | [ B ]                 | [ 61 ]                  |
| 2024年5月15日  | 中華民國（臺灣） | 黄世聪             | 財經评论员                                    | 是       | 是       |          |                       |                         |
| 2024年5月15日  | 中華民國（臺灣） | 刘宝杰             | 时事评论员 / 東森新聞台節目《關鍵時刻》主持人 | 是       | 是       |          |                       |                         |
| 2024年5月15日  | 中華民國（臺灣） | 北辰               | 桃园市议会议员、退役陆军少将                  | 是       | 是       |          |                       |                         |
| 2024年5月15日  | 中華民國（臺灣） | 王义川             | 民主进步党中央党部政策委员会执行长            | 是       | 是       |          |                       |                         |
| 2024年5月15日  | 中華民國（臺灣） | 李正皓             | 时事评论员                                    | 是       | 是       |          |                       |                         |
| 2024年10月14日 | 中華民國（臺灣） | 曹兴诚             | 联华电子创始人                                | 是       | 是       |          | [ A ]                 |                         |
| 2024年10月14日 | 中華民國（臺灣） | 沈伯洋             | 民進黨籍立法委员                              | 是       | 是       |          | [ A ]                 |                         |
| 2024年10月14日 | 中華民國（臺灣） | 黑熊学院           | 黑熊学院                                      | 未知     | 是       |          | [ B ]                 |                         |
| 2025年6月5日   | 中華民國（臺灣） | 兆亿有限公司       | 兆亿有限公司                                  | 未知     | 是       |          | [ C ]                 |                         |
| 注释           |                  |                    |                                               |          |          |          |                       |                         |
| 1. 2. 3.       |                  |                    |                                               |          |          |          |                       |                         |

## 执行的联合国安理会制裁决议
| 制裁地区            | 外交部通告文号               | 联合国安理会决议 | 参考资料             |
| ------------------- | ---------------------------- | ---------------- | -------------------- |
| 利比亞              | 2020年第3/10号、2021年第3号  | 2509/2571        | [ 62 ] [ 63 ] [ 64 ] |
| 伊斯蘭國 · 基地组织 | 2019年第1号、2020年第5号     | 1267/1989/2253   | [ 65 ] [ 66 ]        |
|                     | 2019年第4号、2020年第8/10号  | 2484/2541        | [ 67 ] [ 68 ] [ 63 ] |
|                     | 2019年第6号、2020年第10/11号 | 2498/2551        | [ 69 ] [ 63 ] [ 70 ] |
| 伊拉克              | 2020年第10号                 | 1518             | [ 63 ]               |
| 刚果民主共和国      | 2019年第3号、2020年第7/10号  | 2478/2528        | [ 71 ] [ 72 ] [ 63 ] |
| 苏丹                | 2020年第10号、2021年第1号    | 2562             | [ 63 ] [ 73 ]        |
| 塔利班              | 2020年第10号                 | 1988             | [ 63 ]               |
|                     | 2020年第10号                 | 2048             | [ 63 ]               |
| 中非                | 2020年第1/9/10号             | 2507/2536        | [ 74 ] [ 75 ] [ 63 ] |
| 葉門                | 2020年第4/10号、2021年第2号  | 2511/2564        | [ 76 ] [ 63 ] [ 77 ] |
| 南蘇丹              | 2019年第2号、2020年第6/10号  | 2471/2521        | [ 78 ] [ 79 ] [ 63 ] |
|                     | 国际组函字〔2013〕39号       | 2094             | [ 80 ]               |

## 轶事

### 「魯比奧」譯名改為「盧比奧」
中華人民共和國媒體早期將现任美国国务卿马尔科·魯比奧的姓氏譯作「盧比奧」，但在2015年的新華社報道中，其姓氏部分翻译为“鲁比奧”。2020年中國外交部發表的制裁名單上使用“盧比奧”的稱呼。但在他成為美國國務卿後，有民眾發現中方改變譯法為「魯比奧」。有意見認為此舉是種「自我解套」和「下台階」，認為因為中方制裁的是「盧比奧」而不是「魯比奧」，所以「改了名字，他就能來了」。《紐約時報》有記者曾在中國外交部的例行記者會上對此提問，時任外交部發言人毛宁否定了這種說法，並回應「與中文譯名相比，更重要的是他的英文名字」。实际上，规范译名为“鲁比奧”的原因是新华社译名室的译名规则，Ru一般對應「魯」，Lu對應「盧」，依此规则，Rubio的规范译名为“鲁比奧”。